# Jorge Cauz
Jorge Aguilar-Cauz (Città del Messico, 1º gennaio 1965) è un imprenditore ed enciclopedista statunitense di origini messicane.
È stato presidente dell' Encyclopedia Britannica dal novembre 2003 a dicembre 2017. Durante gli anni 2000 avviò i primi progetti aperti e collaborativi del gruppo editoriale della Britannica. Nel 2010 lanciò la prima edizione digitale completa dell'enciclopedia, abbandonando del tutto la pubblicazione cartacea due anni dopo

## Biografia
Conclusa la Business School della Northwestern University, divenne collaboratore dell'Andersen Consulting, dell'A.T. Kearney Management Consultants (in America e in Europa) e della Rohm and Hass Company.
Nel 1999 entrò a far parte dell'Encyclopædia Britannica Inc., società editrice dell'omonima enciclopedia, per la quale ricoprì una serie di ruoli fino a diventare vice-direttore operativo delle attività internazionali, direttore operativo del settore Internet ed infine Presidente del gruppo, svolgendo un ruolo decisivo nel riposizionamento strategico dell'enciclopedia. .

In un'intervista rilasciata nel 2000, dichiarò che in un mercato dominato da Internet erano prese in considerazione soltanto le enciclopedie gratuite, e pertanto anche la Britannica doveva mutare radicalmente il proprio modello di business. Decise allora di creare una versione digitale gratuita con alcune limitazioni ed una completa, a pagamento. Il riposizionamento nel mercato dei contenuti digitali cominciò a dare i suoi frutti con un ritorno all'utile nel 2004.
Jeff Stibel ripercorse nel 2013 le tappe principali della storia di Wikipedia e dell'Enciclopedia Britannica. Secondo il neurobiologo e imprenditore statunitense, Wikipedia ebbe una crescita esponenziale dal 2001 al 2007, fino a raggiungere la soglia di 2 miliardi di parole, contro i 50 milioni della Britannica. Superato questo punto di rottura, il numero di nuove voci si stabilizzò a 60.000 al mese, mentre quello di nuovi editori scese a quota 10.000; dal 2008 il sito iniziò a perdere 1.500 editori al mese, divenuti 15.000 nel 2009. Il piano strategico della Wikimedia Foundation annunciato nel 2011, tramite iniziative di reclutamento di nuovi collaboratori, nel 2015 portò l'enciclopedia ad avere 200.000 contributori attivi per mese e 50 milioni di voci, più che raddoppiate in soli quattro anni.
Preso atto di questi numeri, Cauz diresse la Britannica verso una maggiore interattività, aprendo un canale di comunicazione coi lettori per ricevere suggerimenti e proposte di miglioramento. Sempre nel 2008, lanciò il progetto WebShare, nel quale gli editori esterni referenziati avevano l'opportunità di diventare redattori della Britannica. Nel 2010 debuttò la prima edizione digitale completa dell'Enciclopedia, che nel 2012, prima fra le enciclopedie tradizionali, abbandonò definitivamente la propria pubblicazione in formato cartaceo, divenendo esclusivamente online. 

Cauz puntualizzò le differenze rispetto a Wikipedia: qualità delle fonti, accuratezza delle voci, brandizzazione. Contestualmente, ribadì che la Britannica non avrebbe mai potuto competere con le dimensioni di Wikipedia, ma sarebbe sempre rimasta corretta dal punto di vista fattuale, con una media di errori inferiore fino al 30%, e una reputazione di forte accademicità, una solida capacità di giudizio e un processo di revisione editoriale regolamentato.
A parere di Stibel, Cauz sottovalutò l'importanza della quantità di contenuti come fattore dei progetti in crowdsourcing, non portando mai la Britannica ad eguagliare la completezza ed esaustività di Wikipedia. Quest'ultima rimase (al 2013) il sesto sito più visitato al mondo sia in virtù del numero di voci e di argomenti coperti, che di un andamento naturale e tipico di tutte le reti: una crescita marcata fino ad punto di rottura, seguita da un declino temporaneo necessario per "atterrare" ad un equilibrio stabile nel lungo termine.
A dicembre del 2017 Cauz è stato sostituito da Karthik Krishnan in qualità di Amministratore Delegato Globale del Gruppo. Continua al suo interno l'attività di consulente.